# يانجو (شركة)
مجموعة يانغو هي منظومة خدمات تقنية توفر خدمات متعددة، مثل خدمات النقل التشاركي وبيانات النقل العام والتوصيل وتوصيل الطعام والبقالة الإلكترونية والخرائط وخدمات الترفيه والمساعد الصوتي بالذكاء الاصطناعي، وغيرها.
بدأت يانغو كعلامة تجارية طورها فريق ياندكس تاكسي وأدارتها شركة شركة رايد تيك الدولية، وهي شركة تابعة لشركة ياندكس إن.في. والتي تعد هي شركة قابضة مسجلة في هولندا لشركة ياندكس ذ.م.م. الروسية لتكنولوجيا المعلومات. منذ عام 2022، تعمل يانغو بشكل مستقل من قبل شركة رايد تكنولوجي جلوبال منطقة حرة في دولة الإمارات العربية المتحدة ومقرها في دبي.  
اعتبارًا من عام 2024، تعمل خدمات الشركة في أكثر من 25 دولة في أوروبا وأفريقيا والشرق الأوسط وجنوب آسيا وأمريكا الجنوبية.

## أنظر أيضاً
- ياندكس تاكسي